# アクアノート 〜Online Aquarium〜
『アクアノート 〜Online Aquarium〜』（アクアノート オンラインアクアリウム）は、かつてインターネットポータルサイトであるi-revoとコナミが基本無料で運営したアクアリウム育成オンラインシミュレーションゲームである。ゲームをするにはi-revo IDに登録する必要があった。基本的に無料でプレイすることが可能だったが、一部有料で特殊なアイテムを買うことが出来た。

## ゲーム内容
ゲーム内の通貨には無料通貨 (AP) と有料通貨 (NP) があり、湖や海で釣った魚をアクアショップやオークションで売ることで得ることが出来た。なお、アクアショップでの売値は変動制であった。アクアショップでは「オルゴール」「水槽」「底砂」「壁紙」「オプション」「えさ」などが販売されていた。
オルゴールを湖や海に設置することで、場所によって違った時間で魚がヒットした（平均4～7分）。
水槽で魚を飼うには、それぞれの魚に必要な大きさ以上の水槽が必要であった。水槽の画像はi-revoで作成したホームページ（マイポータル）に送信して育成日誌を作成することが出来た。他人の水槽を見たりエサを与えたりすることが可能だった。

## 経過
- 2007年4月9日に正式サービスを開始[1]
- 2011年3月31日にサービスを終了[2]